# Потери авиации в ходе войны в Грузии (2008)
В ходе войны в Грузии (7—12 августа 2008 года) и Россия и Грузия активно применяли боевую авиацию. Обе стороны понесли потери, однако из-за противоречивости информации установить точное количество потерянной авиатехники и су́дьбы экипажей затруднительно. Основным использованным обеими сторонами типом самолётов был штурмовик Су-25; на самолёты этого типа пришлось и основное число потерь.

## Потери Грузии

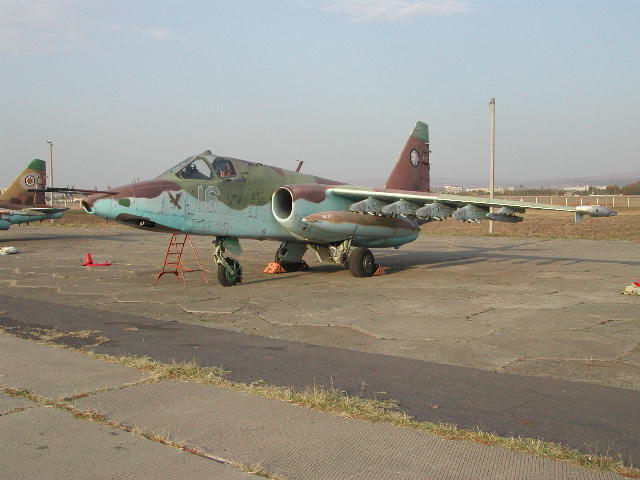
Су-25 ВВС Грузии

Согласно официальным грузинским данным, озвученным начальником Объединённого штаба Вооружённых Сил Грузии Зазой Гогава, в ходе военных операций ни один грузинский летательный аппарат не был повреждён и ни один лётчик не пострадал. Вероятно, эти данные касаются только боевых вылетов, поскольку Гогава уточнил, что имели место жертвы на базах, подвергшихся ударам российской авиации. Известно, что у ВВС Грузии были потери авиатехники на земле: согласно информации министерства иностранных дел страны, в первый день войны в результате налёта российской авиации на авиабазу Марнеули уничтожено несколько военных самолётов. После войны грузинская сторона уточнила, что были уничтожены три Ан-2. Также грузинская сторона подтвердила факт уничтожения российскими войсками на земле трёх грузинских вертолётов (двух Ми-24 и одного Ми-14) на захваченной авиабазе Сенаки. Как сообщает грузинский источник, ещё один вертолёт (тип не уточняется) в ходе боевых действий потерпел аварию по небоевой причине, однако не сказано, был ли он потерян безвозвратно или же подлежал восстановлению.
С южноосетинской и российской стороны в разное время было заявлено об уничтожении более чем четырёх самолётов и одного вертолёта, хотя все заявления были сделаны по отдельности и итоговая статистика, видимо, не приводилась:
- днём 8 августа — сбит Су-25, как сообщается — при попытке атаки колонны российских военных. По одной информации, самолёт был сбит с земли средствами ПВО, по другой — он был сбит другим самолётом[5][6]. Падение самолёта было снято на видеокамеру. Пилот самолёта катапультировался и, по предварительным сообщениям СМИ, был расстрелян южноосетинскими ополченцами в воздухе[6][7]. Видеозапись падения была выложена в Интернет. В 2009 году российский эксперт Антон Лавров предположил, что самолёт в действительности был российским и стал жертвой «дружественного огня». В 2010 году российский военный журналист Александр Сладков, являвшийся свидетелем сбития, подтвердил, что этот Су-25 был российским и пилотировался подполковником Олегом Теребунским[8]➤.
- 8 августа — российскими танкистами сбит грузинский вертолёт[9].
- Ночь с 8 на 9 августа — сбит самолёт (тип не уточняется)[5].
- Вечер 9 августа — сбит «бомбардировщик»[10].  В дальнейшем сообщений о судьбе пилота не поступало.
- Вероятно, 9 или 10 августа из зенитной установки ЗУ-23-2 при попытке атаки российских войск был поражён грузинский военный вертолёт. По словам очевидцев, через некоторое время вертолёт врезался в землю и взорвался. Сержант зенитно-ракетной артиллерийской батареи Станислав Сватко, подбивший вертолёт, был награждён знаком отличия «Георгиевский крест» IV степени[11].
- 11 августа — российскими средствами ПВО сбит Су-25, атаковавший российские позиции[12].
- Дата неизвестна — российскими ВВС уничтожена группировка грузинских Су-25, которые несли российские опознавательные знаки и использовались для провокаций; точная дата не указана (однако это произошло не ранее 9 августа), как и число самолётов, входивших в состав группировки, и обстоятельства их уничтожения (в воздухе или на земле)[13].

Относительно якобы сбитых грузинских самолётов аналитик Антон Лавров в журнале Moscow Defence Brief  утверждает, что грузинские ВВС совершали боевые вылеты только в первый день войны 8 августа и по этой причине не могли понести потери в последующие дни. Российский журналист Сергей Птичкин в статье, размещённой на сайте «Российской газеты» (официального печатного органа Правительства Российской Федерации), отмечал, что «уже с 9 августа над территорией Южной Осетии и всей Грузии летали самолёты и вертолёты только ВВС России».
Обращает на себя внимание факт того, что в начале 2009 года в грузинских военно-политических кругах обсуждалась идея расформирования национальных ВВС как рода войск. До этого точно так же были расформированы Грузинские ВМС, потерявшие в ходе августовской войны почти весь свой корабельный состав.

## Потери России

### Официальные данные
Согласно официальным российским данным, публиковавшимся во время и сразу после войны, в ходе боевых действий было потеряно четыре самолёта — три штурмовика Су-25 и один дальний бомбардировщик Ту-22М3 (первоначально говорили о разведывательной модификации Ту-22МР, позже о Ту-22М3 со спецконтейнером разведки вместо бомбовой нагрузки).
Гораздо позже появилось официальное признание потери одного бомбардировщика Су-24.

#### История освещения потерь

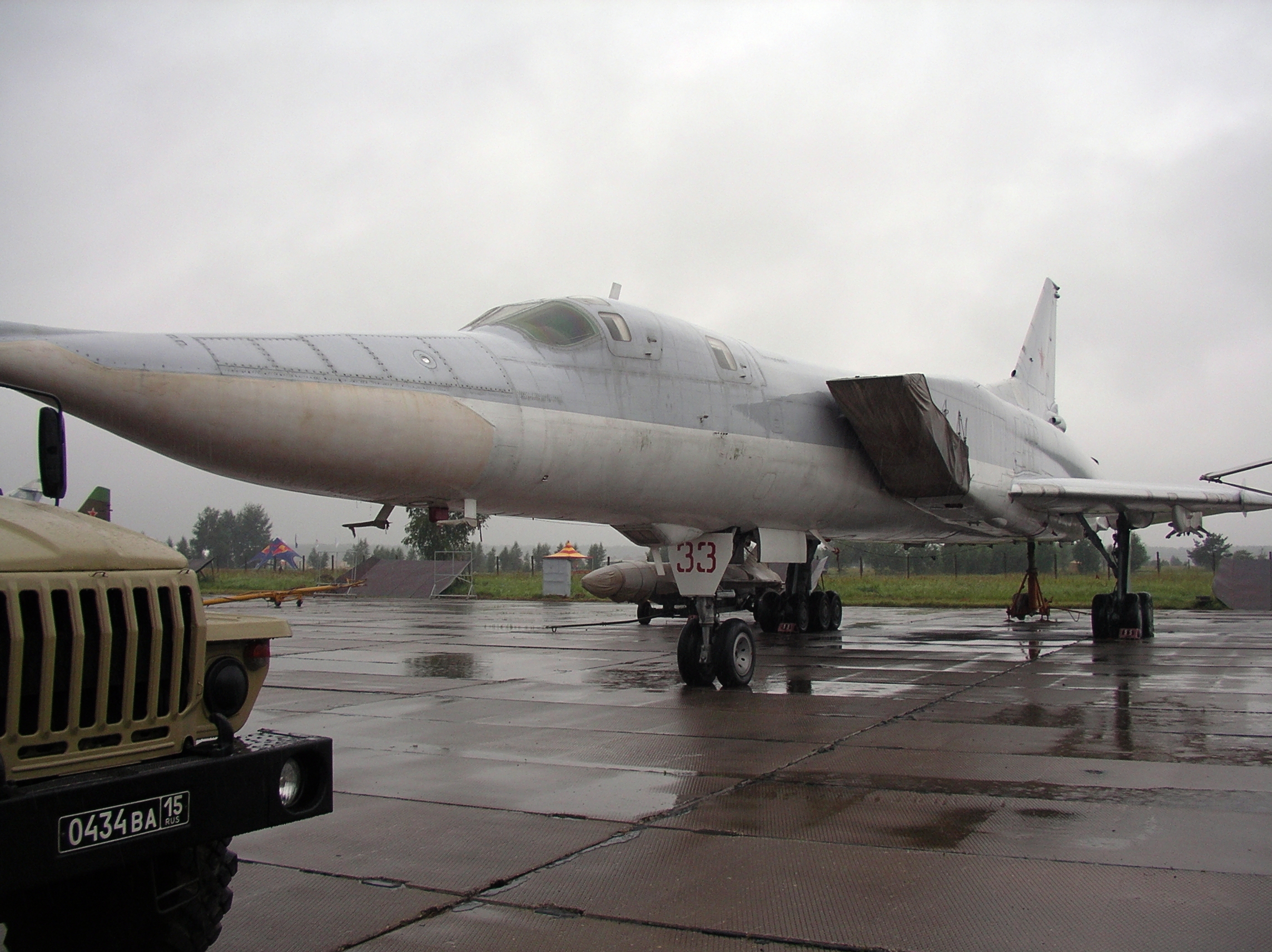
Ту-22М3

Первая информация о потерях появилась 9 августа, когда представитель штаба российских миротворческих сил сообщил о потере одного Су-25 и одного Ту-22, причины потери не уточнялись. Эти данные были подтверждены заместителем начальника Генерального штаба ВС РФ Анатолием Ноговицыным. 11 августа Ноговицын заявил о потере ещё двух самолётов Су-25. Официальных сообщений о других потерях не было. 13 сентября Анатолий Ноговицын подтвердил ранее обнародованные цифры, заявив, что всего было потеряно четыре самолёта, потерь среди вертолётов армейской авиации нет. По мнению экспертов, все потерянные машины были сбиты зенитно-ракетными комплексами «Бук-М1».
Относительно судьбы лётчиков двух первых потерянных самолётов (Су-25 и Ту-22М) Ноговицын в ходе войны заявил: «Один экипаж эвакуирован в российский госпиталь, о втором экипаже мы данных не имеем». Он также сказал, что информация о втором экипаже поступает только от средств массовой информации, сообщавших о пленении нескольких российских лётчиков. Об экипажах двух Су-25, сбитых позднее, официальных заявлений не делалось.
О потерянном Ту-22М было заявлено, что он выполнял разведывательный полёт; начальник управления пресс-службы информации ВВС Александр Дробышевский отметил, что в Южной Осетии применялся Ту-22М для сбора разведывательной информации. Впоследствии Анатолий Ноговицын признал, что применение этого самолёта было не самым верным решением. Экипаж Ту-22М был из 52-го тяжелобомбардировочного авиаполка, базирующегося в Шайковке. Судьба лётчиков прояснилась только 13 сентября, когда Ноговицын сообщил: «Судьба трёх военнослужащих-лётчиков из состава экипажа Ту-22 нам пока не известна. Экипаж катапультировался, а командир корабля был передан нам раненый». Эти данные противоречили более раннему заявлению Ноговицына, сделанному им 21 августа: «…сегодня у нас безвестно отсутствующих нет. Как помните, это была цифра 19. После вчерашнего обмена пленными мы заявляем, что безвестно отсутствующих нет». 16 сентября появилась информация, что грузинская сторона передала России тела двух погибших штурманов Ту-22, однако это было опровергнуто МВД Грузии.

#### Потерянная авиатехника
- Су-25 — сбит ракетой 8 августа южнее Цхинвали при атаке на колонну грузинских войск[28]. Пилот подполковник Олег Теребунский успешно катапультировался[8][28][29]. Спускаясь на парашюте, он был обстрелян российскими военнослужащими и осетинскими ополченцами, принявшими его за грузинского лётчика. Жизнь ему спас Роберт Кокойты, брат президента Южной Осетии Эдуарда Кокойты, запретивший убивать взятого в плен пилота[8].
- Ту-22М3 —— сбит ночью 8—9 августа, по официальной версии — в ходе разведывательного полёта, по неофициальной — во время вылета на бомбардировку грузинской военной базы[30]. Один член экипажа попал в плен (майор Вячеслав Малков; освобождён 19 августа[31]), двое погибли (штурманы майор Виктор Прядкин и майор Игорь Нестеров), один пропал без вести (подполковник Александр Ковенцов)[32][33].
- Су-25 —— сбит 9 августа ракетой в районе Джавы[34][35]. Пилот майор Владимир Едаменко (командир звена) катапультировался слишком поздно и погиб. Посмертно удостоен звания Героя России[36][37].
- Су-25 —— сбит 9 августа. Пилот полковник Сергей Кобылаш (командир 368-го штурмового авиаполка, Будённовск) катапультировался[38] и был эвакуирован вертолётом. Удостоен звания Героя России[37].

Кроме того, известно, что 9 августа в зоне боёв были сбиты два лётчика Службы лётных испытаний истребительной и фронтовой авиации (в/ч 18374) 929-го Государственного лётно-испытательного центра Минобороны им. Чкалова — лётчик-испытатель полковник Игорь Зинов и штурман-испытатель полковник Игорь Ржавитин. Тип самолёта, на котором они были сбиты, официально не сообщался (предположительно —Су-24М). Игорь Зинов попал в плен и был освобождён 19 августа, Игорь Ржавитин погиб и был посмертно удостоен звания Героя России.
После окончания основных боевых действий в ночь с 16 на 17 августа вертолёт Ми-8 пограничной службы ФСБ РФ при посадке задел другой вертолёт и загорелся. При этом погиб один военнослужащий (старший прапорщик Александр Бурлачко), трое получили ожоги. Так как вертолёт был потерян в результате катастрофы, а не боевых действий, то его относят к небоевым потерям и в официальных данных о боевых потерях он не упоминается.

### Заявления грузинской стороны
В ходе боевых действий грузинская сторона регулярно сообщала о сбитии самолётов ВВС России. Некоторые заявления грузинских официальных лиц:
- 8 августа — госминистр Грузии по вопросам реинтеграции Темур Якобашвили заявил о 4 сбитых самолётах[44].
- 9 августа — заместитель министра обороны Грузии Бату Кутелия заявил о 6 сбитых самолётах[44]. В тот же день секретарь Совета национальной безопасности Грузии Александр Ломая заявил о сбитии ещё 4 самолётов и о том, что общее число сбитых достигло 10[45].
- 11 августа — президент Грузии Михаил Саакашвили заявил о 18—19 сбитых самолётах[46][47]. В тот же день аналогичная оценка дана представителем МВД Грузии Шота Утиашвили, заявившем о 19 сбитых самолётах[48].
- 12 августа — президент Михаил Саакашвили заявил о 21 сбитом самолёте[49].

Всего, по грузинским данным, за время войны был сбит 21 самолёт и 3 вертолёта. Однако позднее министр обороны Грузии Давид Кезерашвили несколько снизил оценку: «Давайте скажем так: сбито 14 самолётов, среди них стратегический бомбардировщик Ту-22. Это немало».
Некоторые источники (как российские, так и западные) сообщали, что 11 августа Саакашвили заявил об уничтожении 80—90 самолётов. Эти цифры резко выбивались из общей грузинской версии потерь ВВС России, а также противоречили оценке представителя МВД Грузии. По другим данным (см. выше), Саакашвили в тот день сказал о 18—19 сбитых самолётах. Следует заметить, что в английском языке, на котором президент Грузии часто выступал в ходе войны, числа 18 и 19 (eighteen, nineteen) произносятся очень схоже с числами 80 и 90 (eighty, ninety). На следующий день Саакашвили упомянул о 21 сбитом самолёте, что соответствовало общей динамике роста российских потерь по версии Грузии.
Проверить данные об общем количестве сбитых российских самолётов, предоставляемые грузинской стороной, не представляется возможным, в связи со слабой доказательной базой — имеющиеся фото и видеосвидетельства указывают лишь на признанные российской стороной потери, а по остальным случаям основаниями служат лишь устные заверения грузинских военных.
Одним из возможных объяснений значительного расхождения между официально признанными российскими потерями и грузинскими данными может быть то, что Су-25 обладает доказанной высокой боевой живучестью и попадание зенитной ракеты в него далеко не всегда приводит к его падению. Как сообщил главный конструктор «ОКБ Сухого» Владимир Бабак «из боевых вылетов после поражения ракетами комплексов ПВО на аэродром базирования вернулось три Су-25СМ, они будут отремонтированы». На многих форумах в сети Интернет выкладывались фотографии повреждённых Су-25. Возможно, что любые получившие видимые повреждения самолёты грузинскими властями, а также некоторыми экспертами записывались в «потерянные».

### Другие оценки

#### Первые оценки после войны
Ряд экспертов высказал мнение о том, что реальные потери российской авиации были несколько выше официально заявленных. Руководитель Центра военного прогнозирования Анатолий Цыганок непосредственно после завершения боевых действий оценил потери российской авиации в семь самолётов (шесть Су-25 и один Ту-22М). По оценке другого эксперта, Саида Аминова, сделанной в сентябре, потери российской авиации составили семь самолётов (четыре Су-25, два Су-24 и один Ту-22М) и, возможно, один вертолёт (Ми-24). Ссылаясь на неофициальные источники, Аминов писал, что все признанные российской стороной потери были понесены в первый день войны. Он также отмечал, что один из потерянных Су-25 был сбит «дружественным огнём». По его данным, в плен попали лётчики Су-24 и Ту-22М, а пять лётчиков (один со сбитого своими Су-25, штурман Су-24 и три члена экипажа Ту-22М) погибли. По информации российского журнала «Авиапарк», 9 августа грузинским ЗРК «Бук» был сбит самолёт-разведчик Су-24МР (официально о потерях самолётов этого типа не сообщалось), пилотировавшийся Игорем Зиновым и Игорем Ржавитиным (подробнее), и упал на грузинской территории в 17 км от г. Гори.
Как предположил гендиректор 121-го авиаремонтного завода, где проходят ремонт повреждённые летательные аппараты, Яков Каждан, неофициальная цифра в 7 потерянных самолётов была основана на ошибочной информации о судьбе трёх повреждённых зенитным огнём штурмовиков. Он сообщил, что «Если речь идёт об этих самолётах <проходящих восстановление>, то они получили лишь повреждения и смогли самостоятельно вернуться на свои аэродромы».
Что касается предположений о потере вертолёта Ми-24, то они могли быть основаны на свидетельстве журналистки информационного агентства «Росбалт» Яны Амелиной, находившейся в период боевых действий с чеченским батальоном «Восток». Она следующим образом описала один из моментов боя у южноосетинского села Никози: «На Никози зашли в атаку четыре российских вертолёта Ми-24. „Когда наша авиация в воздухе, на душе сразу спокойнее становится“, — дагестанец Мазахир произнёс это с таким облегчением, что не поверить в то, что всё наладится, было просто невозможно. Однако радоваться как-то не получалось — „крокодилов“ обратно вернулось только три.» Однако прямых свидетельств именно потери вертолёта не приводится. Существует вероятность, что упомянутый Ми-24 возвратился на базу в другое время и/или другим маршрутом, нежели основная боевая группа.

#### Статья Moscow Defence Brief
В июле 2009 года в англоязычном российском журнале об оружии Moscow Defence Brief был размещён материал за авторством Антона Лаврова, в котором на основе записей телепередач, обработки местной прессы и бесед с российскими военными сделан вывод о потере российской стороной шести самолётов. Ниже приведён список российских потерь по версии Лаврова с указанием отличий его версии от официальной; эта информация приведена не из оригинальной статьи Лаврова в Moscow Defence Brief, а из его статьи в сборнике «Танки августа»:
- Су-25БМ, — 8 августа, пилот (Олег Теребунский) спасся — сбит осетинскими ополченцами. Отмечается, что видеозапись падения и обломков этого самолёта была показана по российскому телевидению, причём самолёт фигурировал как грузинский (подробнее см. выше в разделе Потери Грузии);
- Ту-22М3, —9 августа — по данным одного из источников Лаврова, он был сбит комплексом «Оса-АК/АКМ», а не «Бук». Газета «Коммерсантъ» выдвигает собственную версию, что якобы обломки упали в море, на их поиски выдвинулись грузинские ВМС, что привело к морскому бою 10 августа;[62]
- Су-24,— 9 августа — потеря официально не признана, сбит переносным зенитно-ракетным комплексом в районе села Дзевери, пилот Зинов попал в плен, штурман Ржавитин погиб (подробнее➤);
- Су-25СМ, — 9 августа, пилот (Сергей Кобылаш) спасся — поражён одной ракетой ПЗРК и добит другой (возможно, выпущенной осетинскими ополченцами);
- Су-25БМ, — 9 августа, пилот (Владимир Едаменко) погиб;
- Су-24М, — 11 августа — потеря официально не признана, сбит российскими войсками возле Цхинвали, оба члена экипажа спаслись.

Таким образом, информация Лаврова расходится с официальной российской версией по вопросам числа потерь (сбитие двух Су-24 официально не признано) и их причин (о потерях от «дружественного огня» официально не сообщалось). Лавров указывает, что пять сбитых самолётов упали на территории Осетии и один (Су-24 Зинова/Ржавитина) — на территории Грузии. Относительно причин потерь он пишет, что два самолёта были сбиты грузинской стороной, три — вероятно, «дружественным огнём» осетинских ополченцев и российских войск, причину потери ещё одного самолёта установить затруднительно.
Официальной реакцией на статью Лаврова стало заявление Анатолия Ноговицына (который в ходе войны сообщал средствам массовой информации о понесённых потерях):

Российской стороной уже давно были оглашены полные данные о потерях российских вооружённых сил, понесённых в ходе отражения агрессии Грузии против Южной Осетии. Эти данные полные и добавить к ним нечего. Что касается каких-либо инсинуаций относительно того, что самолёты ВВС России сбивались собственными силами ПВО, то это также ни в коей мере не соответствует действительности. Насчёт «дружественного огня» — это не к нам.

Руслан Пухов, директор Центра анализа стратегий и технологий, издающего журнал Moscow Defence Brief, высказал мнение, что «автор статьи проанализировал огромное количество открытых источников. Все данные, изложенные в статье, неоднократно подтверждены различными свидетельствами, на все данные есть ссылки». Также он, отметив глубокое личное уважение к Ноговицыну, напомнил, что тот однажды уже сообщал СМИ недостоверную информацию, опровергнув факт присутствия в Абхазии генерала Владимира Шаманова (впоследствии официально подтверждённый).

#### Зинов и Ржавитин

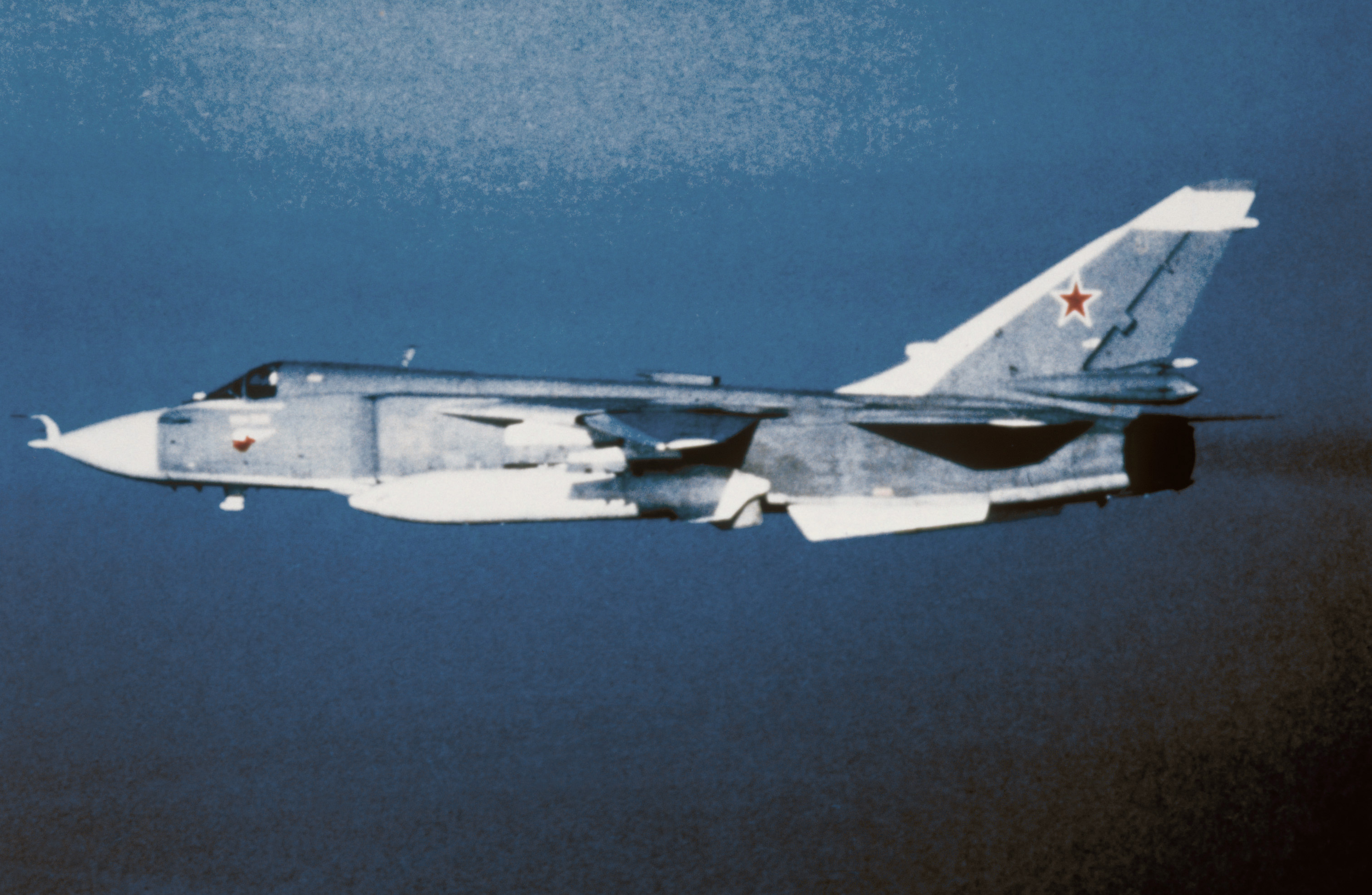
Су-24

Сбитие российских лётчиков-испытателей Игоря Зинова и Игоря Ржавитина получило широкое освещение в СМИ в ходе войны. По телевидению были показаны Зинов, попавший в плен и находившийся в госпитале, и тело погибшего Ржавитина (посмертно удостоенного звания Героя России). В условиях острой нехватки информации журналисты поначалу отнесли обоих лётчиков к экипажу Ту-22М3, о потере которого стало известно в тот же день, 9 августа. Однако впоследствии были обнародованы имена всех членов экипажа Ту-22М3, и имён Зинова и Ржавитина среди них не оказалось. Что касается экипажей трёх других самолётов, потеря которых официально признана, то имена пилотов всех трёх Су-25 (Теребунский, Едаменко, Кобылаш) тоже известны — они неоднократно упоминались в различных публикациях и репортажах СМИ. Таким образом, Зинова и Ржавитина не было на борту ни одного из самолётов, потеря которых официально подтверждена российскими военными.
По состоянию на конец 2012 года тип самолёта, на котором Зинов и Ржавитин были сбиты, официально не был назван. Есть ряд свидетельств в пользу того, что лётчики-испытатели пилотировали самолёт Су-24 (о потере которого официально не было сообщено):
- Игорь Зинов в период пребывания в плену дал интервью журналистам украинского телеканала «Интер», в котором назвал себя командиром экипажа фронтового бомбардировщика Су-24[65] (видео).
- Грузинской стороной была опубликована фотография двигателя одного из сбитых самолётов; по мнению авторов журнала «Авиапарк», двигатель может быть опознан как АЛ-21-ФЗ, которые устанавливаются на самолёты Су-24[66]. На штурмовиках Су-25 стоят двигатели Р-95Ш или Р-195 (в зависимости от модификации), на бомбардировщиках Ту-22М3 — двигатели НК-25.
- В октябре 2008 года «Областная газета» (Свердловская область) опубликовала статью, посвящённую погибшему уроженцу города Ревда Герою России Игорю Ржавитину. На его похоронах присутствовали два лётчика из Государственного лётно-испытательного центра, в котором он служил. Со ссылкой на их рассказ газета сообщила подробности сбития Зинова и Ржавитина, упомянув при этом, что они пилотировали Су-24[67]. Эта же информация (с упоминанием Су-24) была опубликована газетой Вооружённых Сил России «Красная звезда» в номере от 9 декабря 2009 года[68].

В 2017 году в новостном сообщении на сайте министерства обороны России было подтверждено, что Игорь Ржавитин погиб при сбитии его бомбардировщика Су-24М.

#### Свидетельство Богодухова о потере Су-24
В 2012 году, спустя четыре года после войны, подполковник ВВС России Владимир Богодухов, получивший за боевые вылеты в Южной Осетии звание Героя России, дал интервью газете «Аргументы и факты», в котором сообщил следующее:

Наш Су-24 был сбит 11 августа ракетой наземного зенитного комплекса. К счастью, экипажу удалось катапультироваться и приземлиться в расположении российских войск. Но были у нас и потери. Мой друг штурман Игорь Ржавитин получил такую же звезду Героя, как у меня, но уже посмертно. Его самолёт выполнял задачу по разведке и подавлению грузинских боевых точек. Самолёт сбили, ребята катапультировались. У Игоря при этом загорелся парашют — штурман разбился.

Впоследствии Богодухов ещё раз упоминал о сбитии российского Су-24 («Три войны Владимира Богодухова», Открытый Липецк, 8 мая 2022).
Таким образом, Богодухов фактически подтвердил информацию Антона Лаврова (Moscow Defence Brief, 2009) о том, что 11 августа был сбит один Су-24. Также из его слов следует, что Зинов и Ржавитин не имели отношения к этому самолёту.